# Julian Weinberger
Julian Weinberger (14 februari 1985) is een Oostenrijks voetbalscheidsrechter. Hij is in dienst van FIFA en UEFA sinds 2018.
Op 18 juli 2018 debuteerde Weinberger in Europees verband tijdens een wedstrijd tussen Zrinjski Mostar en Spartak Trnava in de voorronde van de UEFA Champions League. De wedstrijd eindigde in een 1–1 gelijkspel en Weinberger gaf drie gele kaarten.
Zijn eerste interland floot hij op 27 maart 2018, toen Algerije met 1–2 verloor van Iran. Tijdens de wedstrijd gaf Weinberger 5 spelers een gele kaart.

## Interlands
| Datum            | Plaats                | Wedstrijd              | Uitslag | Competitie        | Kreeg geel | Kreeg voor de tweede keer geel en dus rood | Weggestuurd |
| ---------------- | --------------------- | ---------------------- | ------- | ----------------- | ---------- | ------------------------------------------ | ----------- |
| 27 maart 2018    | Graz, Oostenrijk      | Algerije – Iran        | 1 – 2   | Vriendschappelijk | 5          | 0                                          | 0           |
| 29 mei 2018      | Wattens, Oostenrijk   | Armenië – Malta        | 1 – 1   | Vriendschappelijk | 2          | 1                                          | 0           |
| 6 juni 2018      | Schwechat, Oostenrijk | Nigeria – Tsjechië     | 0 – 1   | Vriendschappelijk | 0          | 0                                          | 0           |
| 5 september 2018 | Trnava, Slowakije     | Slowakije – Denemarken | 3 – 0   | Vriendschappelijk | 0          | 0                                          | 0           |

Laatste aanpassing op 7 september 2018